# لودمیلا پودیاوورینسکا
لودمیلا پودیاوورینسکا (انگلیسی: Ľudmila Podjavorinská؛ (۲۶ آوریل ۱۸۷۲–۲ مارس ۱۹۵۱)) نویسنده، نویسنده کودکان، و شاعر اهل اسلواکی بود. او اولین شاعر زن مهم کشورش شناخته می‌شد، اما بیشتر به خاطر کتاب‌های کودکانش شهرت داشت. یک سیاره کوچک به افتخار او نامگذاری شده‌است.